# Odense Håndbold
Odense Håndbold – duński klub piłki ręcznej kobiet powstały w 2009 z bazą w Odense. Klub występuje w GuldBageren Ligaen, najwyższej klasie rozgrywek piłki ręcznej kobiet w Danii, do której awansował w sezonie 2010/11.

## Zawodniczki

### Kadra w sezonie 2015/16
- 1.  Chana Masson
- 2.  Matilde Kondrup Nielsen
- 3.  Suzanne Bækhøj
- 5.  Louise Kristensen
- 7.  Ditte Bach Andersen
- 9.  Maja Jakobsen
- 11. Sarah Iversen
- 14. Maria Adler
- 16. Ditte Vind
- 17. Line Haugsted
- 18. Kamilla Kristensen
- 21. Jennie Linnéll
- 27. Nadia Offendal